# Кшиж (Свентокшиське воєводство)
Кшиж (пол. Krzyż) — село в Польщі, у гміні Чарноцин Казімерського повіту Свентокшиського воєводства.
Населення — 170 осіб (2011).
У 1975-1998 роках село належало до Келецького воєводства.

## Демографія
Демографічна структура на день 31 березня 2011 року:
|          | Загалом | Допрацездатний вік | Працездатний вік | Постпрацездатний вік |
| -------- | ------- | ------------------ | ---------------- | -------------------- |
| Чоловіки | 79      | 15                 | 60               | 4                    |
| Жінки    | 91      | 22                 | 47               | 22                   |
| Разом    | 170     | 37                 | 107              | 26                   |